# Одисеас Елитис
Одисеас Елитис (на гръцки: Οδυσσέας Ελύτης) е псевдоним на Одисеас Алепуделис, гръцки поет, преводач и арт критик, носител на Нобелова награда за литература през 1979 г.

## Биография
Одисеас Елитис е роден като най-малкото, шесто дете в заможното старо търговско и предприемаческо семейство на Панайотис Алепуделис и Мария Врана от град Митилини на остров Лесбос. Елитис е роден на остров Крит (там баща му създава преуспяващо производство на сапун) и прекарва първите си години там и на остров Лесбос. Когато е на 6 години, родителите му се местят в Атина, където той завършва начално и средно образование – учи в частното училище „Макри“, после в Трета гимназия.
През 1923 г. пътува в Италия, Швейцария, Германия и Югославия. В периода 1930 – 1935 г. учи право в юридическия факултет на Атинския университет, но не се дипломира.
Дебютира със стихове през ноември 1935 г. в атинското списание „Неа граммата“ (Нова литература) с подкрепата на Георгиос Сеферис. Още първите си произведения подписва с псевдонима Елитис. Псевдонима си съставя от началните букви на гръцките думи, означаващи: Гърция, упование, свобода, красота.
Участва като младши лейтенант от пехотата в Гръко-италианската война (1940-1941). След освобождението на Гърция от фашистка окупация, пише статии и обзори на литературни теми във вестник „Катемерини“. От 1945 до 1946 г. е програмен директор на Гръцкото национално радио.
Става член на Асоциацията на гръцките арт критици (AICA-Hellas).
По време на гражданската война в Гърция (1946 – 1949) Елитис живее в Париж, където в продължение на четири години учи филологически науки в Сорбоната. В периода 1948 – 1952 и 1969 – 1972 г. живее във Франция, запознава се с изявени артисти и творци като Андре Бретон, Реверди, Пол Елюар, Тристан Цара, Пикасо, Алберто Джакомети, Джузепе Унгарети, Марк Шагал, Анри Матис, Джорджо де Кирико. Докато живее във Франция, пътува в Швейцария, Англия, Италия и Испания.
След края на гражданската война се връща в Гърция (1953). За втори път е програмен директор на Гръцкото национално радио (1953 – 1954). През 60-те години на XX век посещава САЩ (1961), СССР (1962), Италия (1962), България (1965).
През 1965 – 1968 г. работи в административния съвет на Гръцкия национален театър.
По време на военната диктатура, дошла на власт през април 1967 г., Елитис заминава в доброволна емиграция във Франция, където написва книгите „Самодържецът Слънце“ (1971) и „Дървото от светлина и четиринайдесетата красавица“ (1971).
Остава ерген през целия си живот.
Умира от инфаркт.

### Поезия
- „Ориентации“ (Προσανατολισμοί, 1939)
- „Слънцето за първи път заедно с вариации върху слънчев лъч“ (Ηλιος ο πρώτος, παραλλαγές πάνω σε μιαν αχτίδα, 1943)
- „Героичен и погребален марш за изгубения лейтенант в Албания“ (Άσμα ηρωικό και πένθιμο για τον χαμένο ανθυπολοχαγό της Αλβανίας, 1946)
- „Достойно ест“ (Το Άξιον Εστί, 1959)
- „Шест плюс едно угризения на небето“ (Έξη και μια τύψεις για τον ουρανό, 1960), (Националната награда на Гърция за поезия)
- „Дървото от светлина и четиринайдесетата красавица“ (Το φωτόδεντρο και η δέκατη τέταρτη ομορφιά, 1972)
- „Самодържецът Слънце“ (Ο ήλιος ο ηλιάτορας, 1971)
- „Тръпките на любовта“ (Τα Ρω του Έρωτα, 1973)
- „Монограмът“ (Το Μονόγραμμα, 1972)
- „Доведени поеми“ (Τα Ετεροθαλή, 1974)
- „Шифър“ (Σηματολόγιον, 1977)
- „Мария Нефели“ (Μαρία Νεφέλη, 1978)
- „Три поеми под благоприятен флаг“ (Τρία ποιήματα με σημαία ευκαιρίας 1982)
- „Дневник на невидимия април“ (Ημερολόγιο ενός αθέατου Απριλίου, 1984)
- „Кринагорас“ (Κριναγόρας, 1987)
- „Малкият моряк“ (Ο Μικρός Ναυτίλος, 1988)
- „Елегии на Оксопетра“ (Τα Ελεγεία της Οξώπετρας, 1991)
- „На запад от мъката“ (Δυτικά της λύπης, 1995)

### Проза, есеистика
- „Истинското лице и лирическата смелост на Андреас Калвос“ (Η Αληθινή φυσιογνωμία και η λυρική τόλμη του Ανδρέα Κάλβου, 1942)
- „2x7 e“ (сборник кратки есета) (2χ7 ε (συλλογή μικρών δοκιμίων))
- „Открити карти“ (Ανοιχτά χαρτιά (συλλογή κειμένων), 1973)
- „Художникът Теофилос“ (Ο ζωγράφος Θεόφιλος, 1973)
- „Магията на Пападиамантис“ (Η μαγεία του Παπαδιαμάντη, 1975)
- „Рапорт пред Андреас Ембирикос“ (Αναφορά στον Ανδρέα Εμπειρίκο, 1977)
- „Общественото и личното“ (Τα Δημόσια και τα Ιδιωτικά, 1990)
- „Собствен начин“ (Ιδιωτική Οδός, 1990)
- „Картбланш“ („Εν λευκώ“ (συλλογή κειμένων), 1992)
- „Градината с илюзиите“ (Ο κήπος με τις αυταπάτες, 1995)

### Преводи
Превежда текстове на Пол Елюар, Лотреамон, Артюр Рембо, Пиер-Жан Жув, Унгарети, Фредерико Гарсия Лорка, Владимир Маяковски, Бертолд Брехт, както и книга с преводи на Сафо (1984) и Апокалипсиса на Йоан (1985) (от старогръцки на новогръцки).

### На български
- „Открити карти“. София: Народна култура, 1982, 253 с.
- „Достойно ест“. София: Народна култура, 1987, 101 с.
- „Тялото на лятото“. София: Балкани, 2003, 195 с.

## Признание
- Носител на Нобелова награда за литература (1979), орден на Феникса (1965), златен медал на атинското кметство.
- Почетен доктор на Сорбоната, Лондонския университет и Солунския университет.
- Почетен гражданин на Митилена.
- На негово име е наречено международното летище на остров Лесбос.